# スロボダン・テディッチ
スロボダン・テディッチ（セルビア語: Slobodan Tedić, Слободан Тедић、2000年4月13日 - ）は、セルビアとモンテネグロのサッカー選手。ポジションはFW。

## クラブ歴
FKヴォイヴォディナ・ノヴィ・サドの下部組織出身。2017年夏にFKチュカリチュキに加入し選手となった。同年10月14日にセルビア・スーペルリーガで初出場を記録。
2019年9月6日、300万ユーロで翌年1月にマンチェスター・シティFCに移籍し、その後半年間チュカリチュキへ期限付き移籍する事が発表された。2020年夏にエールディヴィジのPECズヴォレへ1シーズンの期限付き移籍。

## 代表歴
2017年にセルビア代表としてUEFA U-17欧州選手権2017に参加した。

## 私生活
ポドゴリツァで生まれたため、セルビアとモンテネグロの国籍を有している。